# Atletisme als Jocs Olímpics d'Estiu de 1912 - 5.000 metres masculins

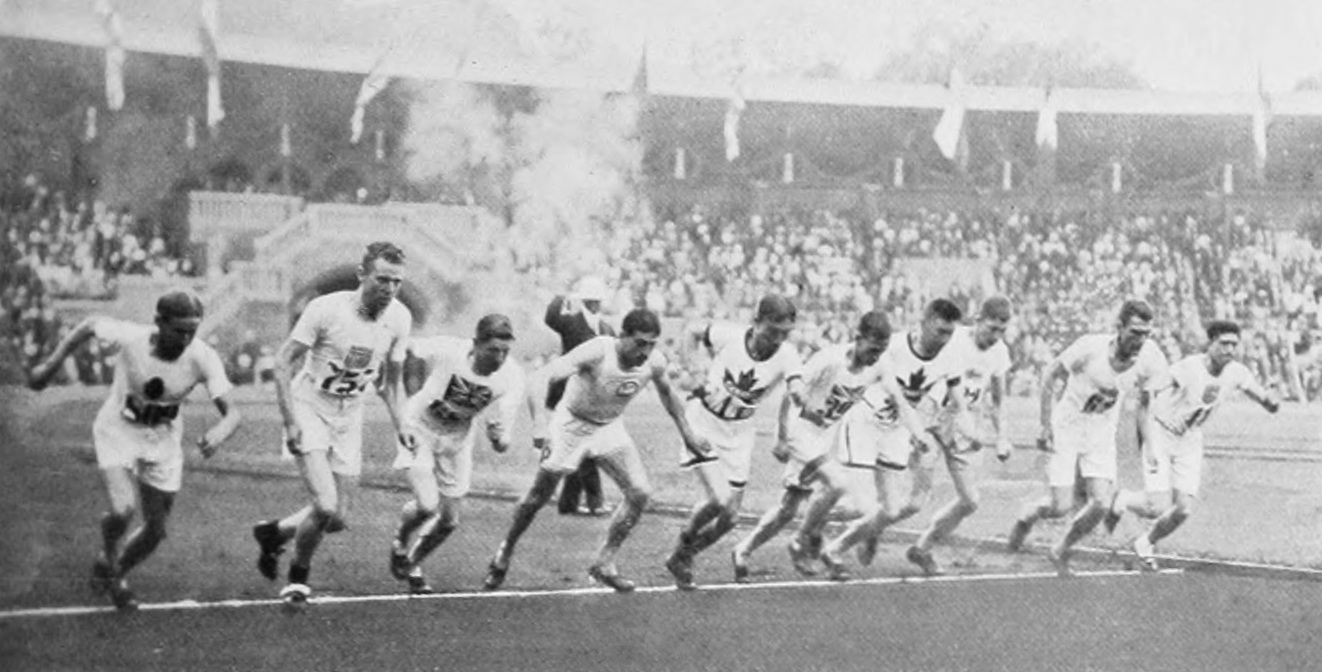
Inici de la final.

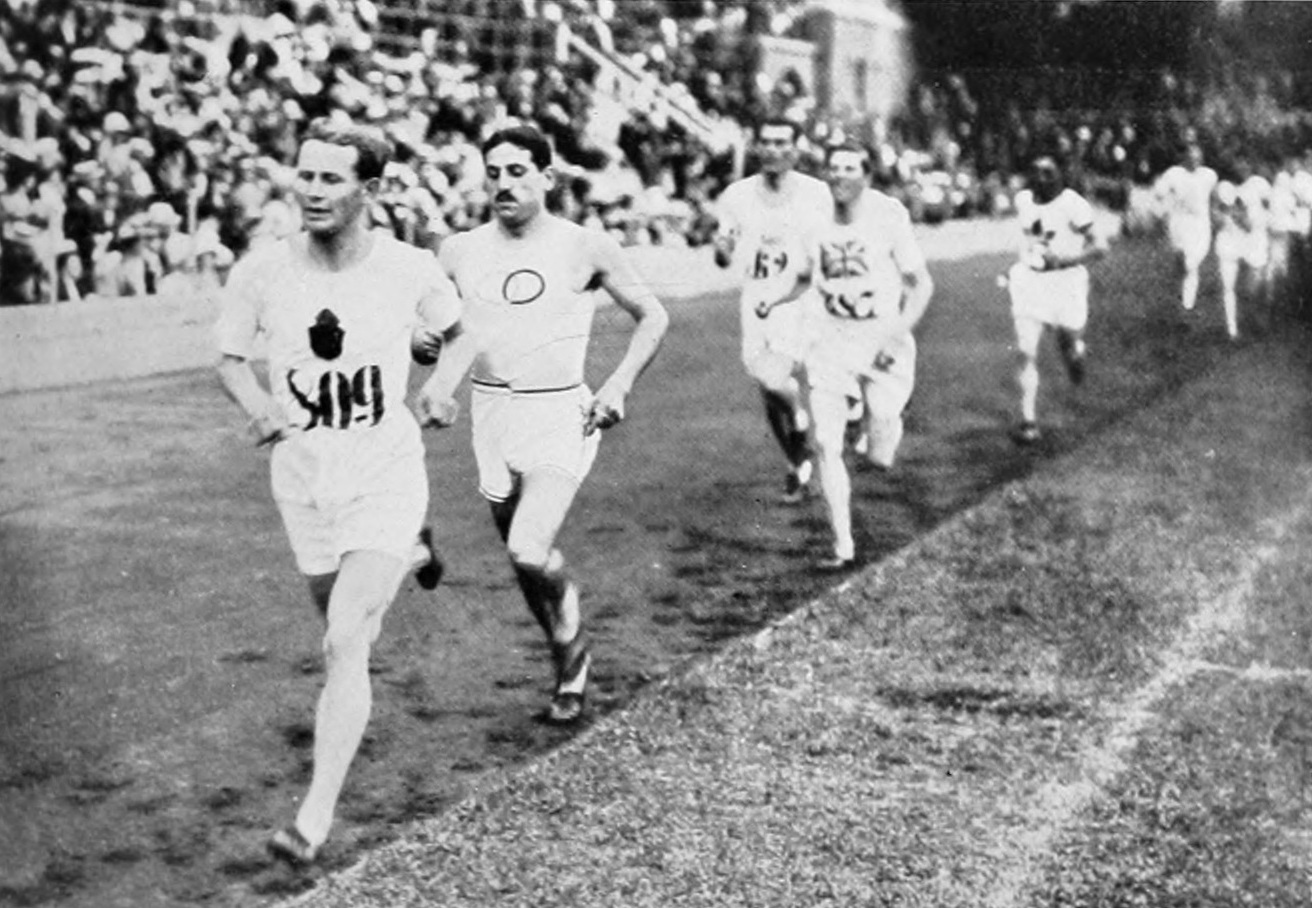
El futur vencedor, Hannes Kolehmainen, al capdavant amb Jean Bouin rere seu.

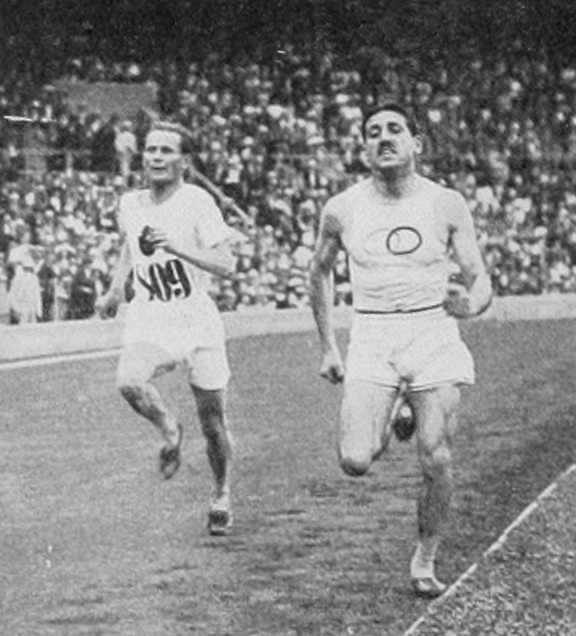
Hannes Kolehmainen a punt de superar a Jean Bouin en la recta final

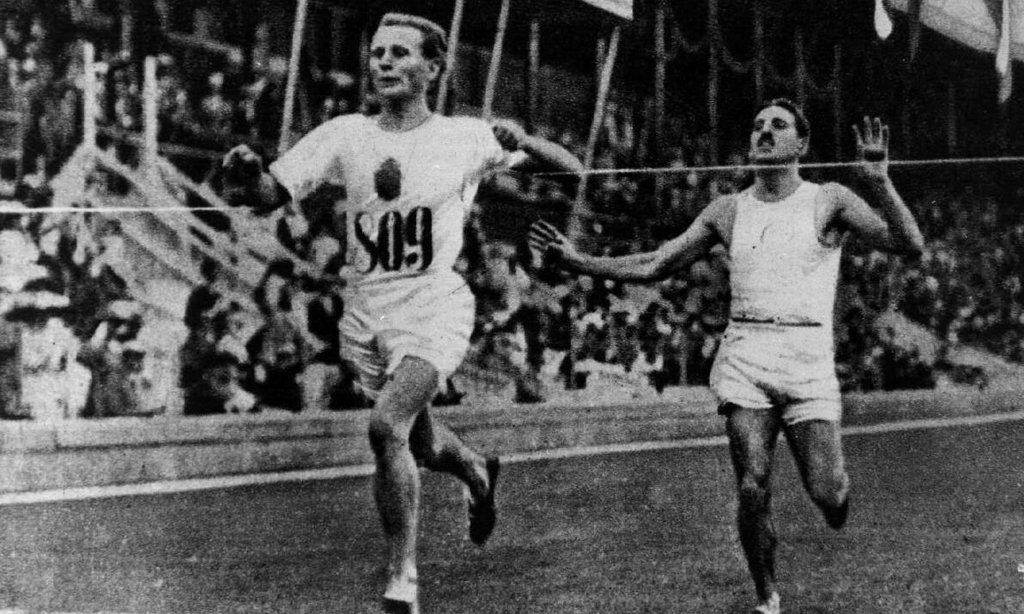
Final

Els 5.000 metres masculins van ser una de les proves del programa d'atletisme disputades durant els Jocs Olímpics d'Estocolm de 1912. Aquesta va ser la primera ocasió en què es disputava aquesta prova, que juntament amb la prova dels 10.000 metres substituïa la cursa de les 5 milles que es disputaren als Jocs de Londres de 1908. La prova es va disputar en dos dies, el dimarts 9 i el dimecres 10 de juliol, i hi van prendre part 31 atletes d'11 nacions diferents.

## Medallistes
| Or                       | Plata            | Bronze              |
| Hannes Kolehmainen (FIN) | Jean Bouin (FRA) | George Hutson (GBR) |

## Rècords
Aquests eren els rècords del món i olímpic que hi havia abans de la celebració dels Jocs Olímpics de 1912.
| Rècord del Món | 14' 59.0" (*) | Alfred Shrubb | Glasgow (SCO) | 13 de juny de 1904 |
| Rècord Olímpic |               | inexistent    |               |                    |

(*) No oficial
George Bonhag, en guanyar la primera semifinal establí el primer rècord olímpic amb 15' 22.6". Aquest rècord fou vigent fins a la cinquena i darrera semifinal, en què Jean Bouin millorà el temps en guanyar amb un temps de 15' 05.0". Com era d'esperar aquest rècord fou millorat en la final: Hannes Kolehmainen la guanyà i deixà el primer rècord olímpic d'aquesta prova en 14' 36.6". Aquest temps també suposà el primer rècord del món oficial sobre aquesta distància.

## Resultats

### Semifinals
Totes les semifinals es van disputar el dimarts 9 de juliol de 1912. Passen a la final els tres primers de cada sèrie.
Semifinal 1
| Posició | Atleta                  | Temps        | Qual. |
| ------- | ----------------------- | ------------ | ----- |
| 1       | George Bonhag (USA)     | 15:22.6 OR   | QF    |
| 2       | Alex Decoteau (CAN)     | 15:24.2      | QF    |
| 3       | Frederick Hibbins (GBR) | 15:27.6      | QF    |
| 4       | George Hill (ANZ)       | 15:56.8      |       |
| —       | Klas Lundström (SWE)    | No finalitza |       |

Semifinal 2
| Posició | Atleta                 | Temps        | Qual. |
| ------- | ---------------------- | ------------ | ----- |
| 1       | Louis Scott (USA)      | 15:23.5      | QF    |
| 2       | Joe Keeper (CAN)       | 15:28.9      | QF    |
| 3       | George Hutson (GBR)    | 15:29.0      | QF    |
| 4       | Bror Modigh (SWE)      | 16:07.1      |       |
| —       | Eddie Fitzgerald (USA) | No finalitza |       |
| —       | Martin Persson (SWE)   | No finalitza |       |
| —       | Charles Ruffell (GBR)  | No finalitza |       |

Semifinal 3
| Posició | Atleta                 | Temps        | Qual. |
| ------- | ---------------------- | ------------ | ----- |
| 1       | Mauritz Carlsson (SWE) | 15:34.6      | QF    |
| 2       | Ernest Glover (GBR)    | 16:09.1      | QF    |
| 3       | Cyril Porter (GBR)     | 16:23.4      | QF    |
| 4       | Mikhail Nikolsky (RUS) | 17:21.7      |       |
| —       | Aarne Lindholm (FIN)   | No finalitza |       |
| —       | Garnett Wikoff (USA)   | No finalitza |       |

Semifinal 4
| Posició | Atleta                   | Temps        | Qual. |
| ------- | ------------------------ | ------------ | ----- |
| 1       | Hannes Kolehmainen (FIN) | 15:38.9      | QF    |
| 2       | Henrik Nordström (SWE)   | 15:49.1      | QF    |
| 3       | Tell Berna (USA)         | 15:53.3      | QF    |
| 4       | George Lee (GBR)         |              |       |
| —       | Gregor Vietz (GER)       | No finalitza |       |

Semifinal 5
| Posició | Atleta                 | Temps        | Qual. |
| ------- | ---------------------- | ------------ | ----- |
| 1       | Jean Bouin (FRA)       | 15:05.0 OR   | QF    |
| 2       | Thorild Olsson (SWE)   | 15:25.2      | QF    |
| 3       | Viljam Johansson (FIN) | 15:31.4      | QF    |
| —       | Gaston Heuet (FRA)     | No finalitza |       |
| —       | Wallace McCurdy (USA)  | No finalitza |       |
| —       | Alfonso Orlando (ITA)  | No finalitza |       |
| —       | Alfonso Sánchez (CHI)  | No finalitza |       |
| —       | Arnold Treble (GBR)    | No finalitza |       |

### Final
La final es disputà el dimecres 10 de juliol de 1912.
| Posició | Atleta                   | Temps      |
| ------- | ------------------------ | ---------- |
| 1       | Hannes Kolehmainen (FIN) | 14:36.6 WR |
| 2       | Jean Bouin (FRA)         | 14:36.7    |
| 3       | George Hutson (GBR)      | 15:07.6    |
| 4       | George Bonhag (USA)      | 15:09.8    |
| 5       | Tell Berna (USA)         | 15:10.0    |
| 6       | Alex Decoteau (CAN)      |            |
| 7       | Mauritz Carlsson (SWE)   | 15:18.6    |
| 8-11    | Frederick Hibbins (GBR)  |            |
| 8-11    | Joe Keeper (CAN)         |            |
| 8-11    | Cyril Porter (GBR)       |            |
| 8-11    | Louis Scott (USA)        |            |
| —       | Ernest Glover (GBR)      | No surt    |
| —       | Viljam Johansson (FIN)   | No surt    |
| —       | Henrik Nordström (SWE)   | No surt    |
| —       | Thorild Olsson (SWE)     | No surt    |